# Pinhal de Leiria

Carta topográfica

Pinhal d'El-Rei, Mata Nacional de Leiria, ou Pinhal de Leiria é uma floresta portuguesa. Tem uma área de 11.080 ha, abrangendo as freguesias da Marinha Grande e de Vieira de Leiria, estando assim inserido única e totalmente no concelho da Marinha Grande. Em Portugal, o pinhal de Leiria marcava assim o início da plantação intensiva de monocultura do pinheiro bravo.
Em Outubro de 2017, devido aos violentos incêndios que assolaram o país, a floresta ardeu quase na totalidade. Consequentemente, surgiram iniciativas populares que visam  a recuperação do pinhal.

## História

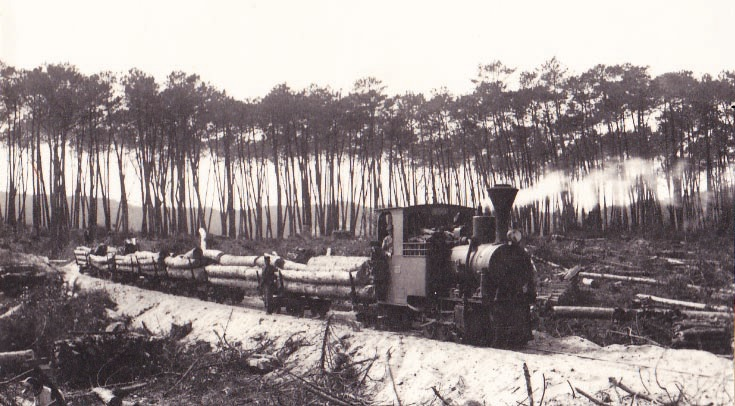
Comboio florestal 'Decauville' no Pinhal de Leiria

O pinhal foi inicialmente mandado plantar pelo rei D. Afonso III (1248-1279), no século XIII, com o intuito de travar o avanço e degradação das dunas, bem como proteger a cidade de Leiria e o seu Castelo e os terrenos agrícolas da sua degradação devido às areias transportadas pelo vento, que se tornara uma grande preocupação para os habitantes da região. Seria, então, mais tarde, entre 1279 e 1325, aumentado substancialmente pelo rei D. Dinis I, para as dimensões actuais. Procedeu-se então à sementeira duma área extensa que acompanha o litoral, especialmente com recurso ao pinheiro-bravo. Alguns autores atribuem até o começo da plantação do pinhal de Leiria a D. Sancho II (1223-1248).
Sempre que se procedia ao corte de árvores, era seguida uma replantação - desta forma o pinhal manteve-se intacto. Desde pelo menos o último quartel do século XV, o cargo de Guarda-Mor dos Pinhais de El-Rei ou Pinhais Reais de Leiria, Guarda e Couteiro das Matas dos Pinhais do Rei, foi hereditário nos Rodrigues Veloso, nos da Costa de Mesquita e, finalmente, nos da Silva de Ataíde, até à sua extinção em 1835.
O pinhal de Leiria foi muito importante para os Descobrimentos Marítimos, pois a madeira dos pinheiros era usada para a construção de embarcações. O pez  foi ainda usado para proteger as caravelas. Ainda existem fornos onde este era fabricado.
Iria adquirir muita importância para o desenvolvimento económico e crescimento demográfico da região no século XVIII e século XIX, uma vez que foi dos principais impulsionadores de indústrias como a construção naval, a indústria vidreira, metalurgia e produtos resinosos (através da extração da goma dos pinheiros, no século XIX) - a madeira era usada tanto como matéria-prima como fonte de energia para as indústrias e habitações.

### Incêndios florestais
Os incêndios fazem parte da história do Pinhal. Em 1824, um incêndio consumiu cerca de 5000 hectares. Em 1916, o jornalista e poeta Acácio de Paiva apontada "repetidos incêndios no pinhal de Leiria", sendo que um deles consumiu 150 hectares. Paralelamente, o famoso ciclone de 15 de Fevereiro de 1941 terá afetado, no Pinhal, cerca de 300.000 árvores, consoante as fontes; a tempestade causou estragos em todo o país, com ventos na ordem dos 130 km/h.

Em 2017, durante os Incêndios florestais em Portugal de 15 e 16 de outubro, o pinhal ficou com 86% da sua área completamente queimada. Uma reportagem da TVI publicada em Abril de 2018 alega que este grande incêndio foi causado por um grupo de madeireiros a que chama de "Máfia do Pinhal", intensificada por ventos fortes provocados pela passagem do Furacão Ophelia, a oeste de Portugal.
Passados três anos do incêndio, foram rearborizados 11% da área queimada, e subsistem problemas como madeira queimada que ainda não foi retirada e o aparecimento de espécies invasoras. A inexistência de um plano de reflorestação com metas definidas cria o receio de que a mata retorne quase exclusivamente a um pinhal, apesar do esforço de organizações da sociedade civil em diversificar a composição biológica. Em Janeiro de 2022 foi disponibilizado para consulta pública uma nova versão do Plano de Gestão Florestal da Mata Nacional de Leiria que reflete a análise realizada depois do incêndio. Aqui se reconhece que o pinheiro é a árvore mais adequada ao solo, mas serão também plantadas outras espécies, mas não tanto quanto seria desejável devido à escassez de matéria orgânica. De notar que antes do incêndio de 2017, apenas 3% a 4% da mata não estava plantada com pinheiros-bravos. Em Setembro de 2022, quase cinco anos depois do grande incêndio de 2017, persistem os problemas da reflorestação lenta, da falta de limpeza de mato e das árvores queimadas mas especialmente da multiplicação de espécies invasoras nomeadamente a acácia. A área arborizada representa 46,5% da área ardida em 2017, sendo que dos 4396ha já reflorestado, 1773ha o foram naturalmente e 2652ha por plantação.

## Fauna e Flora
A fauna do pinhal era dominada por coelhos e lebres, havendo também veados, javalis, lontras, ouriços, raposas, texugos, toirões, saca-rabos, etc. No que respeita a aves, podíamos encontrar corvos, gralhas, felosas e melros, entre outras espécies.
A flora do pinhal também era bastante variada. Para além do pinheiro bravo que dominava a paisagem, há (ou possivelmente nalguns casos, havia) em muito menor quantidade pinheiros mansos, urze-brancas, feto-arbustivo, lentisco-bastardo, urze-rosada e rosmaninho, sendo possível encontrar também, principalmente junto à ribeira de Moel, eucaliptos, acácias, adernos, samoucos, taxódios e carvalhos. Há também registo de existência de espécies endémicas, nomeadamente a única pequena árvore endémica de Portugal continental, o Juniperus navicularis. Apesar dos incêndios, ainda existem várias árvores de interesse público, como o eucalipto-glóbulo, pinheiro-serpente, entre outras árvores de tamanho excecional.

## Ordenamento do território
O Pinhal de Leiria está dividido em 342 talhões, quase todos retangulares (com exceção dos limítrofes) e com áreas aproximadamente iguais, de cerca de 35 ha. Estes talhões estão divididos por caminhos de areia, aos quais se dá o nome de aceiros (perpendiculares ao mar, identificados por letras de A a T, de Este para Oeste) ou arrifes (paralelos ao mar, identificados por números, entre 0 e 22, de Norte para Sul). Estes servem para um melhor ordenamento do território e também para ajudar a limitar a propagação de incêndios florestais.